# Академия Михайлова — Юниор
«Академия Михайлова — Юниор» — российская команда по хоккею с шайбой из города Тулы. С 2022 года выступает в МХЛ.

## История
В июле 2021 года руководство тульской «Академии хоккея имени Б. П. Михайлова» приняло решение о создании ещё одной молодёжной команды в пирамиде — наряду с дебютировавшей в 2020 году в МХЛ «Академией Михайлова». Команду назвали «Академия Михайлова — Юниор» и заявили в НМХЛ. Домашние матчи она проводила в Новомосковске в ледовом дворце «Юбилейный». Первым главным тренером «Академии Михайлова — Юниор» был назначен Алексей Храмцов, который последние два сезона тренировал выступавшую в НМХЛ «Рязань-ВДВ».

### Сезон-2021/22
Первый официальный матч «Академия Михайлова — Юниор» в рамках НМХЛ провела 22 сентября 2021 года в Новомосковске против салехардского «Ямала» и победила — 5:0. Первую шайбу в истории команды забросил Егор Турчак.
13 октября 2021 года Алексей Храмцов покинул пост главного тренера «Академии Михайлова — Юниор» и возглавил «Академию Михайлова», а его место занял Дмитрий Евстигнеев.
1 декабря 2021 года Евстигнеев покинул пост, его место занял Дмитрий Максимов, а 16 января 2022 года главным тренером стал Сергей Моргунов.
«Академия Михайлова — Юниор» не смогла выйти в плей-офф, набрав в 40 матчах 33 очка и заняв 9-е место среди 11 команд конференции «Запад».

### Сезон-2022/23
В межсезонье руководство «Академии хоккея имени Б. П. Михайлова» решило заявить «Академию Михайлова — Юниор» в МХЛ. Команда перебазировалась в Тулу и стала проводить домашние матчи в местном Ледовом дворце. 5 апреля 2022 года её приняли в МХЛ.
Целью создания второй команды МХЛ назвали повышение конкуренции между хоккеистами и подготовку резерва. Основу «Академии Михайлова — Юниор» составили игроки 2005—2006 годов рождения — младше, чем в «Академии Михайлова».
5 июля 2022 года главным тренером «Академии Михайлова — Юниор» стал Денис Гусманов.
В августе 2022 года «Академия Михайлова — Юниор» стала бронзовым призёром турнира на приз главы Карелии в Кондопоге.
Как новичок МХЛ, «Академия Михайлова — Юниор» была включена во второй по уровню серебряный дивизион.
3 декабря 2022 года вратарь Илья Канарский стал первым хоккеистом команды, сыгравшим в Кубке вызова МХЛ: в Челябинске он представлял сборную западной конференции, провёл третий период и пропустил две шайбы.
Набрав в 54 матчах 26 очков, «Академия Михайлова — Юниор» заняла 8-е место среди 10 команд в серебряном дивизионе западной конференции и завершила выступление. 1 марта вместо Дениса Гусманова исполняющим обязанности главного тренера был назначен Сергей Моргунов. 15 мая главным тренером стал Игорь Гаврилов, уже работавший в 2021 году с «Академией Михайлова», а до последнего времени возглавлявших южно-сахалинских «Сахалинских акул».

## Статистика выступлений
И — количество проведенных игр, В — выигрыши в основное время, ВО — выигрыши в овертайме, ВБ — выигрыши в послематчевых буллитах, ПО — проигрыши в овертайме, ПБ — проигрыши в послематчевых буллитах, П — проигрыши в основное время, О — количество набранных очков, Ш — соотношение забитых и пропущенных голов, М — место по результатам регулярного сезона.
Регулярный этап
| Сезон   | Лига | И  | В  | ВО | ВБ | ПБ | ПО | П  | Ш       | О  | М  |
| ------- | ---- | -- | -- | -- | -- | -- | -- | -- | ------- | -- | -- |
| 2021/22 | НМХЛ | 40 | 12 | 2  | 1  | 2  | 1  | 22 | 114-111 | 33 | 10 |
| 2022/23 | МХЛ  | 54 | 9  | 1  | 1  | 2  | 2  | 39 | 117-208 | 26 | 8  |

Плей-офф
| Сезон   | Лига | И | В | ВО | ВБ | ПБ | ПО | П | Ш | Итог      |
| ------- | ---- | - | - | -- | -- | -- | -- | - | - | --------- |
| 2021/22 | НМХЛ | — | — | —  | —  | —  | —  | — | — | Не попали |
| 2022/23 | МХЛ  | — | — | —  | —  | —  | —  | — | — | Не попали |

## Достижения
Турнир на приз главы Карелии
- Бронза (1): 2022.

## Главные тренеры
- лето 2021 — 13 октября 2021 — Алексей Храмцов
- 13 октября 2021 — 1 декабря 2021 — Дмитрий Евстигнеев
- 1 декабря 2021 — 16 января 2022 — Дмитрий Максимов
- 16 января 2022 — конец сезона — Сергей Моргунов
- 5 июля 2022 — 16 апреля 2023 — Денис Гусманов
- 16 апреля 2023 — 5 декабря 2023 — Игорь Гаврилов
- 5 декабря 2023 — 20 сентября 2024 — Евгений Галкин
- 20 сентября 2024 — 30 сентября 2024 — Сергей Моргунов (и. о.)
- 30 сентября 2024 — 23 октября 2024 — Алексей Вербицкий
- 23 октября 2024 — 6 февраля 2025 — Юрий Наваренко
- 6 февраля 2025 — н. в. — Алексей Вербицкий

## Участники выставочных матчей

### Кубок вызова (МХЛ)
| Игрок          | Год  | Амплуа  |
| -------------- | ---- | ------- |
| Илья Канарский | 2022 | вратарь |